# Токопильская железная дорога
Токопильская железная дорога — ныне не существующая железнодорожная линия колеи 1067 мм. Находилась в области Антофагаста и связывала месторождения нитрата натрия с портом Токопилья.

## История
Сторительство железной дороги было результатом политики Чилийского правительства по реорганизации нитратодобывающей индустрии.
В 1886 году в Лондоне было основано акционерное общество «Anglo-Chilian Nitrate & Railway Company, Limited» с капиталом в 1 млн фунтов стерлингов. В октябре того же года началось строительство завода по производству селитры «Санта-Исабель», который был планируемой конечной станцией железнодорожной линии.
Помимо сложного рельефа значительной проблемой для паровозов было отсутствие чистой воды. Для её получения в Токопилье и на берегу реки Лоа были построенны опреснители.
Укладка путей была завершена в марте 1890.
После открытия линии 15 ноября 1890 к некоторым другим месторождениям были проведены отдельные ветки.
В 1958 году паровозы были заменены дизельно-электрическими локомотивами от General Electric.
Когда чилийская нитратная промышленность была реорганизована с образованием SQM, железная дорога стала частью этой компании. В 2008 году SQM сообщила, что в год железная дорога перевозила 1,1 млн тонн готовой продукции в порт Токопилья и 12 млн тонн руды с различных месторождений на завод Педро-де-Вальдивия, и что она намеревалась инвестировать 12 млн долларов в улучшение инфраструктуры в 2009 году.
В августе 2015 года беспрецедентное наводнение вызвало многочисленные размывы на электрифицированном участке железной дороги, особенно в районе поворота на уступе, ведущем к порту в Токопилье. В результате этого железная дорога прекратила работу в конце ноября 2015 года. Весь железнодорожный персонал был уволен, а все железнодорожное оборудование перевезено в Токопилью и Мария-Элену в ожидании возможной продажи или утилизации. После 125 лет эксплуатации железная дорога была закрыта.